# البطولة الأوروبية للسباحة التابعة للجنة البارالمبية الدولية 2016
بطولة العالم الأوروبية للسباحة البارالمبية 2016 كانت مسابقة سباحة دولية. أُقيمت البطولة في فونشال، ماديرا، من 30 أبريل إلى 7 مايو. وشارك فيها حوالي 450 رياضيًا من 50 دولة مختلفة. كانت هذه آخر بطولة سباحة كبرى للرياضيين ذوي الإعاقة قبل دورة الألعاب البارالمبية الصيفية 2016 في ريو، وكانت بمثابة حدث تأهيلي لألعاب ريو. ولزيادة احتمالات التأهل لأفضل السباحين، تم تحويل البطولة إلى بطولة مفتوحة تسمح للمتنافسين من دول خارج أوروبا بالتنافس.

## المكان
أقيمت البطولة في مجمع حمامات السباحة الأولمبية، الذي استضاف أيضًا بطولة الشباب متعددة الجنسيات لعام 2005 وبطولة الشتاء الدولية المفتوحة للماسترز 2015. يحتوي المجمع على حمام سباحة بحجم أوليمبي، وحمام سباحة بطول 25 متر، وحمام سباحة للغوص وحمام سباحة للتدريب.

## الأحداث

### التصنيف
يتم تخصيص الرياضيين تصنيفًا لكل حدث بناءً على إعاقتهم للسماح بمنافسة أكثر عدلاً بين الرياضيين ذوي القدرة المماثلة. تصنيفات السباحة هي:
- الضعف البصري
  - S11-S13
- الضعف الفكري
  - S14
- الإعاقة الأخرى
  - S1-S10 (سباحة حرة، سباحة على الظهر، وسباحة الفراشة)
  - SB1-SB9 (سباحة الصدر)
  - SM1-SM10 (مزيج فردي)

تُشغل التصنيفات من S1 (معطل بشدة) إلى S10 (معاق الحد الأدنى) للرياضيين ذوي الإعاقات البدنية، و S11 (أعمى تمامًا) إلى S13 (أعمى قانونيًا) للرياضيين المعاقين بصريًا. يجب على الرياضيين المكفوفين استخدام نظارات أسود.

## النتائج

### الرجال

#### الحرة
50m Freestyle
| الحدث | الذهبية                       | الذهبية | الفضية                                                    | الفضية  | البرونزية                            | البرونزية |
| ----- | ----------------------------- | ------- | --------------------------------------------------------- | ------- | ------------------------------------ | --------- |
| S2    | يفهين بانيبراتيتس · أوكرانيا  | 59.71   | سيرهي بالامارتشوك · أوكرانيا                              | 1:00.17 | دميتري كوكاريف · روسيا               | 1:00.26   |
| S3    | دميترو فينوهاردتس · أوكرانيا  | 45.43   | فينتشينزو بوني · إيطاليا                                  | 45.92   | ألكسندر ماكاروف · روسيا              | 47.79     |
| S4    | رومان جيدانوف · روسيا         | 39.57   | ديفيد سميتانيين · فرنسا                                   | 40.13   | أندري ديريفينسكي · أوكرانيا          | 41.23     |
| S6    | أوليكسندر كوماروف · أوكرانيا  | 31.19   | باناجيوتيس كريستاكيس · اليونان                            | 31.84   | سيباستيان إيوانوف · ألمانيا          | 32.25     |
| S7    | يفهين بوجودايكو · أوكرانيا    | 28.23   | سيرغي سوخاريف · روسيا                                     | 28.52   | توبياس بولاپ · ألمانيا               | 28.98     |
| S8    | دينيس تاراسوف · روسيا         | 26.21   | بوهدان غرينيينكو · أوكرانيا                               | 26.92   | يوري بوجينسكي · أوكرانيا             | 27.20     |
| S9    | ماثيو وايلي · بريطانيا العظمى | 25.85   | ليو لاهتيينماكي · فنلندا                                  | 26.17   | خوسيه أنطونيو ماري-ألكاراز · إسبانيا | 26.22     |
| S10   | دميتري جريغوريف · روسيا       | 24.58   | ديفيد جوليان ليفيك فيفيس · إسبانيا                        | 24.75   | سيموني تشيولي · إيطاليا              | 25.40     |
| S11   | زريغوري زودزيلوف · بيلاروس    | 27.61   | أوليكسندر ماشينكو · أوكرانيا                              | 27.64   | فيكتور سميرنوف · أوكرانيا            | 27.92     |
| S12   | ماكسيم فيراكسا · أوكرانيا     | 23.80   | دزميتري سالاي · أذربيجان                                  | 24.14   | رامان سالاي · أذربيجان               | 24.45     |
| S13   | إيهار بوكي · بيلاروس          | 23.61   | أوليكسي فيدينا · أوكرانيا · ياروسلاف دينيسينكو · أوكرانيا | 24.34   | —                                    |           |

100 متر حرة
| الحدث | الذهبية                       | الذهبية | الفضية                         | الفضية  | البرونزية                           | البرونزية |
| ----- | ----------------------------- | ------- | ------------------------------ | ------- | ----------------------------------- | --------- |
| S4    | رومان جيدانوف · روسيا         | 1:24.24 | داركو دوريچ · سلوفينيا         | 1:28.21 | أندري ديريفينسكي · أوكرانيا         | 1:28.54   |
| S5    | أندرو مولين · بريطانيا العظمى | 1:16.11 | دميتري تشيرنيايف · روسيا       | 1:16.91 | سيباستيان رودريغيز فيلوسو · إسبانيا | 1:17.26   |
| S6    | أوليكسندر كوماروف · أوكرانيا  | 1:06.92 | تايس فان هوفويجن · هولندا      | 1:09.92 | فرانشيسكو بوتشياردو · إيطاليا       | 1:09.93   |
| S7    | سيرغي سوخاريف · روسيا         | 1:03.93 | جوناثان فوكس · بريطانيا العظمى | 1:04.18 | أندري جلايدكوف · روسيا              | 1:04.28   |
| S8    | دينيس تاراسوف · روسيا         | 58.09   | أوليفر هايند · بريطانيا العظمى | 59.88   | بوهدان غرينيينكو · أوكرانيا         | 1:00.19   |
| S9    | فيديريكو مورلاكي · إيطاليا    | 56.99   | لويس وايت · بريطانيا العظمى    | 58.07   | كريستيجان فينستيك · كرواتيا         | 58.38     |
| S10   | دميتري جريغوريف · روسيا       | 54.30   | دميتري بارتاسينسكي · روسيا     | 54.42   | دينيس دوبروف · أوكرانيا             | 54.46     |
| S11   | أوليكسندر ماشينكو · أوكرانيا  | 1:01.41 | زريغوري زودزيلوف · بيلاروس     | 1:02.21 | فويتشيك أرتور ماكوفسكي · بولندا     | 1:03.13   |
| S13   | إيهار بوكي · بيلاروس          | 50.87   | ياروسلاف دينيسينكو · أوكرانيا  | 52.60   | ماكسيم فيراكسا · أوكرانيا           | 53.02     |

200 متر حرة
| التصنيف | الذهبية                       | الذهبية    | الفضية                        | الفضية  | البرونزية                           | البرونزية |
| ------- | ----------------------------- | ---------- | ----------------------------- | ------- | ----------------------------------- | --------- |
| S1      | هينادي بويكو · أوكرانيا       | 5:04.11    | فرانشيسكو بيتّيلا · إيطاليا    | 5:05.70 | أنتون كول · أوكرانيا                | 5:07.90   |
| S2      | دميتري كوكاريف · روسيا        | 4:12.76 WR | سيرهي بالامارتشوك · أوكرانيا  | 4:21.76 | يفهين بانيبراتيتس · أوكرانيا        | 4:31.53   |
| S3      | دميترو فينوهاردتس · أوكرانيا  | 3:21.30 ER | ألكسندر ماكاروف · روسيا       | 3:28.22 | فينتشينزو بوني · إيطاليا            | 3:33.03   |
| S4      | رومان جيدانوف · روسيا         | 3:02.28    | ديفيد سميتانيين · فرنسا       | 3:07.75 | داركو دوريتش · سلوفينيا             | 3:08.38   |
| S5      | أندرو مولين · بريطانيا العظمى | 2:42.56    | ثيو كوران · فرنسا             | 2:43.61 | سيباستيان رودريغيز فيلوسو · إسبانيا | 2:51.36   |
| S14     | توماس هامر · بريطانيا العظمى  | 1:57.96    | جون مارجير سفيريسون · آيسلندا | 1:58.06 | ميخائيل كوليابين · روسيا            | 1:58.75   |

400 متر حرة
| التصنيف | الذهبية                        | الذهبية | الفضية                              | الفضية  | البرونزية                    | البرونزية |
| ------- | ------------------------------ | ------- | ----------------------------------- | ------- | ---------------------------- | --------- |
| S6      | فرانشيسكو بوتشاردو · إيطاليا   | 5:03.02 | فياتشيسلاف لينسكي · روسيا           | 5:19.57 | ثايس فان هوفويجن · هولندا    | 5:24.45   |
| S7      | أندريه جلادكوف · روسيا         | 4:52.52 | أندرياس سكار بيورنستاد · النرويج    | 4:58.40 | ماريان كفاسنيتسيا · أوكرانيا | 5:01.33   |
| S8      | أوليفر هايند · بريطانيا العظمى | 4:24.77 | جوزيف كريغ · بريطانيا العظمى        | 4:35.87 | بوهدان غرينيينكو · أوكرانيا  | 4:43.76   |
| S9      | فيديريكو مورلاكي · إيطاليا     | 4:19.28 | كريستيان فينستيتش · كرواتيا         | 4:22.95 | ديفيد جراشات · البرتغال      | 4:28.26   |
| S10     | دينيس دوبروف · أوكرانيا        | 4:08.54 | ديمتري بارتاسينسكي · روسيا          | 4:08.77 | باتريك كارلينسكي · بولندا    | 4:17.09   |
| S11     | إزرائيل أوليفر بينيا · إسبانيا | 4:47.62 | فيكتور سميرنوف · أوكرانيا           | 4:56.93 | دميترو زاليفسكي · أوكرانيا   | 5:03.21   |
| S13     | إيهار بوكي (S13) · بيلاروس     | 3:56.97 | ياروسلاف دينيسينكو (S13) · أوكرانيا | 3:59.99 | سيرجي بونكو (S12) · روسيا    | 4:13.13   |

#### السباحة على الظهر
50م سباحة على الظهر
| التصنيف | الذهبية                       | الذهبية  | الفضية                          | الفضية  | البرونزية                      | البرونزية |
| ------- | ----------------------------- | -------- | ------------------------------- | ------- | ------------------------------ | --------- |
| S1      | هينادي بويكو · أوكرانيا       | 1:06.92  | فرانشيسكو بيتّيلا · إيطاليا      | 1:11.27 | أنتون كول · أوكرانيا           | 1:13.19   |
| S2      | سيرهي بالامارتشوك · أوكرانيا  | 58.52    | ياتشيك تشيك · بولندا            | 58.92   | دميتري كوكاريف · روسيا         | 1:00.32   |
| S3      | فينتشينزو بوني · إيطاليا      | 45.94    | ألكسندر ماكاروف · روسيا         | 48.03   | ميغيل أنخيل مارتينيز · إسبانيا | 52.53     |
| S4      | رومان جيدانوف · روسيا         | 43.52 ER | أرنست بيتراشيك · جمهورية التشيك | 45.66   | يان بوفيسيل · جمهورية التشيك   | 47.40     |
| S5      | أندرو مولين · بريطانيا العظمى | 37.92    | زولت فيرتسكي · المجر            | 40.21   | يوناس لارسن · الدنمارك         | 41.67     |

100م سباحة على الظهر
| التصنيف | الذهبية                         | الذهبية    | الفضية                        | الفضية  | البرونزية                        | البرونزية |
| ------- | ------------------------------- | ---------- | ----------------------------- | ------- | -------------------------------- | --------- |
| S1      | هينادي بويكو · أوكرانيا         | 2:23.75 WR | فرانشيسكو بيتّيلا · إيطاليا    | 2:26.63 | أنتون كول · أوكرانيا             | 2:31.05   |
| S2      | دميتري كوكاريف · روسيا          | 2:02.25 WR | سيرهي بالامارتشوك · أوكرانيا  | 2:06.47 | أريستيديس ماكرديميتريس · اليونان | 2:11.23   |
| S6      | أوليكساندر كوماروف · أوكرانيا   | 1:18.82    | سيباستيان إيوانوف · ألمانيا   | 1:19.27 | ثايس فان هوفويغن · هولندا        | 1:20.78   |
| S7      | جوناثان فوكس · بريطانيا العظمى  | 1:10.62    | أندريه جلادكوف · روسيا        | 1:11.45 | يفهين بوهدويكو · أوكرانيا        | 1:12.96   |
| S8      | أوليفر هايند · بريطانيا العظمى  | 1:06.56    | يوراي بوجينسكي · أوكرانيا     | 1:09.35 | نيلز كورفيتز مورتنسن · الدنمارك  | 1:10.02   |
| S9      | جيمس كريسب · بريطانيا العظمى    | 1:04.18    | باتريك بيسكوب · بولندا        | 1:04.98 | توماس توث · المجر                | 1:05.85   |
| S10     | كاردو بلوميبو · إستونيا         | 1:01.69    | ريكاردو مينشيوتي · إيطاليا    | 1:02.62 | دينيس دوبروف · أوكرانيا          | 1:03.03   |
| S11     | فويتشيه أرتور ماكوفسكي · بولندا | 1:09.11    | دميترو زاليفسكي · أوكرانيا    | 1:09.96 | فيكتور سميرنوف · أوكرانيا        | 1:10.28   |
| S12     | سيرجي كليبرت · أوكرانيا         | 1:01.20    | رومان ماكاروف · روسيا         | 1:01.24 | رامان سالاي · أذربيجان           | 1:01.77   |
| S13     | إيهار بوكي · بيلاروس            | 56.81      | ياروسلاف دينيسينكو · أوكرانيا | 59.61   | أنتي أنتيرو لاتيكّا · فنلندا      | 1:03.59   |
| S14     | مارك إيفرز · هولندا             | 1:00.70    | ميخايل كوليابين · روسيا       | 1:02.19 | أندريه شابالين · روسيا           | 1:03.17   |

#### سباحة الصدر
50م سباحة صدر
| التصنيف | الذهبية                      | الذهبية  | الفضية                    | الفضية  | البرونزية               | البرونزية |
| ------- | ---------------------------- | -------- | ------------------------- | ------- | ----------------------- | --------- |
| SB2     | دميترو فينوغرادتس · أوكرانيا | 1:00.89  | سيرهي لابشينكو · أوكرانيا | 1:04.97 | ألكسندر ماكاروف · روسيا | 1:14.79   |
| SB3     | إفريم موريللي · إيطاليا      | 49.16 ER | ميغيل لوكي · إسبانيا      | 50.21   | أليكسي ليزيخين · روسيا  | 52.65     |

100م سباحة صدر
| التصنيف | الذهبية                       | الذهبية | الفضية                         | الفضية  | البرونزية                        | البرونزية |
| ------- | ----------------------------- | ------- | ------------------------------ | ------- | -------------------------------- | --------- |
| SB4     | ريكاردو تين · إسبانيا         | 1:39.81 | أنتونيوس تسباتاكيس · اليونان   | 1:40.38 | دميتري تشيرنيايف · روسيا         | 1:41.58   |
| SB5     | يوراي لوشكين · روسيا          | 1:30.18 | كارل فورسمان · السويد          | 1:34.17 | ماركو ماريا دولفين · إيطاليا     | 1:38.61   |
| SB6     | يفهين بوهدويكو · أوكرانيا     | 1:22.85 | توربن شميدتكه · أذربيجان       | 1:23.77 | أندرياس سكّار بيورنستاد · النرويج | 1:26.45   |
| SB7     | إيغور إيفروسينين · روسيا      | 1:21.34 | بوهدان جرينينكو · أوكرانيا     | 1:21.66 | فيكتور تشبوتاريف · روسيا         | 1:27.50   |
| S8      | فيديريكو مورلاتشي · إيطاليا   | 1:12.96 | أندرياس أونيا · النمسا         | 1:13.75 | تشارلز روزوي · فرنسا             | 1:14.52   |
| SB9     | بافيل بولتافتسيف · روسيا      | 1:05.81 | دينيس دوبروف · أوكرانيا        | 1:07.71 | أليكسي بوغاينكو · روسيا          | 1:09.91   |
| SB11    | أوليكساندر ماشينكو · أوكرانيا | 1:15.22 | إزرائيل أوليفر بينيا · إسبانيا | 1:15.51 | فيكتور سميرنوف · أوكرانيا        | 1:18.49   |
| SB12    | ولاديمير إزوتاو · بيلاروس     | 1:08.00 | دزميتري سالاي · أذربيجان       | 1:08.31 | أرتور سيفتدينوف · روسيا          | 1:08.38   |
| SB13    | أوليكسي فيدينا · أوكرانيا     | 1:04.55 | ماكسيم نيكيفوروف · روسيا       | 1:07.02 | إيهار بوكي · بيلاروس             | 1:07.25   |
| SB14    | سكوت كوين · بريطانيا العظمى   | 1:07.29 | أرتيم بافلينكو · روسيا         | 1:07.63 | آدم إسماعيل وينهام · النرويج     | 1:08.60   |

#### الفراشة
50 متر فراشة
| التصنيف | الذهبية                       | الذهبية | الفضية                                 | الفضية | البرونزية                 | البرونزية |
| ------- | ----------------------------- | ------- | -------------------------------------- | ------ | ------------------------- | --------- |
| S5      | أندرو مولين · بريطانيا العظمى | 36.91   | دميتري تشيرنياييف · روسيا              | 38.38  | بيتولا إروغلو · تركيا     | 38.41     |
| S6      | سيرجي كلياغين · روسيا         | 33.66   | أليخاندرو يارد روخاس كابريرا · إسبانيا | 36.31  | يوآف فالينسكي · إسرائيل   | 39.14     |
| S7      | يفغيني بوهودايكو · أوكرانيا   | 29.91   | يغور إيفروسينين · روسيا                | 31.09  | أندري كوزلينكو · أوكرانيا | 32.68     |

100 متر فراشة
| التصنيف | الذهبية                    | الذهبية | الفضية                             | الفضية  | البرونزية                          | البرونزية |
| ------- | -------------------------- | ------- | ---------------------------------- | ------- | ---------------------------------- | --------- |
| S8      | دينيس تاراسوف · روسيا      | 1:01.76 | شارل روزوا · فرنسا                 | 1:01.95 | نيلز كورفيتس موريتسين · الدنمارك   | 1:05.74   |
| S9      | فيديريكو مورلاكّي · إيطاليا | 1:00.09 | ديموستينيس ميخالينتزاكيس · اليونان | 1:00.16 | تاماش سورس · المجر                 | 1:00.78   |
| S10     | دينيس دوبروف · أوكرانيا    | 56.84   | دميتري غريغورييف · روسيا           | 57.73   | دافيد جوليان ليفيك فيفيس · إسبانيا | 58.81     |
| S13     | إيهار بوكي · بيلاروس       | 54.65   | رومان ماكاروف · روسيا              | 57.03   | رامان ساليي · أذربيجان             | 57.98     |

#### الفردي المتنوع
150 متر متنوع فردي
| التصنيف | الذهبية                      | الذهبية    | الفضية                  | الفضية  | البرونزية                    | البرونزية |
| ------- | ---------------------------- | ---------- | ----------------------- | ------- | ---------------------------- | --------- |
| SM3     | ديمترو فينوغرادتس · أوكرانيا | 2:59.61    | ألكسندر ماكاروف · روسيا | 3:21.00 | ميكائيل فريدريكسون · السويد  | 3:24.58   |
| SM4     | رومان جدانوف · روسيا         | 2:29.89 ER | يوناس لارسن · الدنمارك  | 2:32.19 | يان بوفيشيل · جمهورية التشيك | 2:40.04   |

200 متر متنوع فردي
| التصنيف | الذهبية                        | الذهبية    | الفضية                           | الفضية  | البرونزية                     | البرونزية |
| ------- | ------------------------------ | ---------- | -------------------------------- | ------- | ----------------------------- | --------- |
| SM6     | يوري لوتشكين · روسيا           | 2:57.41    | ياروسلاف سيمينينكو · أوكرانيا    | 2:58.26 | يوآف فالينسكي · إسرائيل       | 3:00.04   |
| SM7     | يفغيني بوهودايكو · أوكرانيا    | 2:36.56    | توبياس بولاپ · ألمانيا           | 2:44.71 | أندريه غلادكوف · روسيا        | 2:48.19   |
| SM8     | أوليفر هايند · بريطانيا العظمى | 2:25.60    | نيلز كورفيتس موريتسين · الدنمارك | 2:29.76 | أندرياس أونيا · النمسا        | 2:31.10   |
| SM9     | فيديريكو مورلاكّي · إيطاليا     | 2:18.39    | تاماش توث · المجر                | 2:21.43 | تاماش سورس · المجر            | 2:22.42   |
| SM10    | دينيس دوبروف · أوكرانيا        | 2:08.71 WR | ديمترو فانزينكو · أوكرانيا       | 2:15.80 | دميتري غريغورييف · روسيا      | 2:17.66   |
| SM11    | إزرائيل أوليفر بينيا · إسبانيا | 2:24.66    | أوليكساندر ماشينكو · أوكرانيا    | 2:30.75 | فيكتور سميرنوف · أوكرانيا     | 2:33.68   |
| SM14    | مارك إيفرز · هولندا            | 2:11.67    | ميخائيل كوليابين · روسيا         | 2:14.21 | توماس هامير · بريطانيا العظمى | 2:15.94   |

#### التتابع
4 × 100 متر حرة تتابع
| التصنيف | الذهبية                                                                                          | الذهبية | الفضية                                                                                    | الفضية  | البرونزية                                                                                              | البرونزية |
| ------- | ------------------------------------------------------------------------------------------------ | ------- | ----------------------------------------------------------------------------------------- | ------- | --- | --------- |
| 34 نقطة | سيرجي سوخاريف (S7) · دينيس تاراسوف (S8) · ألكسندر سكاليـوخ (S9) · دميتري غريغورييف (S10) · روسيا | 3:52.44 | أوليفر هايند (S8) · ماثيو وايلي (S9) · جوزيف كريغ (S8) · لويس وايت (S9) · بريطانيا العظمى | 3:53.47 | أوليكساندر كوماروف (S6) · ديمترو فانزينكو (S10) · بوهدان غرينينكو (S8) · دينيس دوبروف (S10) · أوكرانيا | 3:57.41   |

4 × 100 متر تتابع متنوع
| التصنيف | الذهبية                                                                                            | الذهبية | الفضية                                                                                             | الفضية  | البرونزية                                                                                                  | البرونزية |
| ------- | -------------------------------------------------------------------------------------------------- | ------- | -------------------------------------------------------------------------------------------------- | ------- | --- | --------- |
| 34 نقطة | أندريه غلادكوف (S7) · بافيل بولتافتسيف (SB9) · دميتري غريغورييف (S10) · دينيس تاراسوف (S8) · روسيا | 4:10.60 | يوري بوجينسكي (S8) · ديمترو فانزينكو (SB9) · دينيس دوبروف (S10) · يفغيني بوهودايكو (S7) · أوكرانيا | 4:19.15 | ريكاردو مينتشيوتي (S10) · فيديريكو مورلاكّي (SB8) · سيموني تشيولي (S10) · فرانشيسكو بوتشاردو (S6) · إيطاليا | 4:42.57   |

### السيدات

#### الحرة
50 متر سباحة حرة
| التصنيف | الذهبية                         | الذهبية  | الفضية                           | الفضية  | البرونزية                        | البرونزية |
| ------- | ------------------------------- | -------- | -------------------------------- | ------- | -------------------------------- | --------- |
| S2      | إنغريد ثونيم (S1) · النرويج     | 54.31    | ألكساندرا أغافونوفا (S2) · روسيا | 1:06.83 | إيرينا سوتسكا (S2) · أوكرانيا    | 1:11.42   |
| S3      | أولغا سفيديرسكا · أوكرانيا      | 46:64    | ألكساندرا ستاماتوبولو · اليونان  | 47.89   | يوليا شيشوفا · روسيا             | 48.70     |
| S4      | أرجولا تريمي · إيطاليا          | 41.12    | ماريا لافينا · أوكرانيا          | 47.74   | مارينا فيربوفا · أوكرانيا        | 52.48     |
| S6      | فيكتوريا سافتسوفا · أوكرانيا    | 32.98 WR | ييليزافيتا ميريشكو · أوكرانيا    | 33.43   | إلينور روبنسون · بريطانيا العظمى | 35.43     |
| S7      | سوزي رودجرز · بريطانيا العظمى   | 33.80    | دنيز غرال · ألمانيا              | 34.25   | إيريل هاليفي · إسرائيل           | 37.77     |
| S8      | ستيفاني سلاتر · بريطانيا العظمى | 30.57    | كاترينا إيستومينا · أوكرانيا     | 31.76   | أوليسيا فلاديكينا · روسيا        | 31.84     |
| S9      | ساراي غاسكون · إسبانيا          | 28.89 ER | ناتاليا مامليـنا · روسيا         | 29.79   | نوريا ماركيز سوتو · إسبانيا      | 30.03     |
| S10     | نينا ريابوفا · روسيا            | 27.60 WR | إلودي لوراندي · فرنسا            | 28.53   | شانتال زايدرفيلد · هولندا        | 28.83     |
| S11     | مايا رايشارد · السويد           | 30.87 WR | ليزيت بروينسما · هولندا          | 31.22   | سيسيليا كاميليني · إيطاليا       | 32.00     |
| S12     | داريا ستوكالوفا · روسيا         | 27.00    | هانا راسل · بريطانيا العظمى      | 27.46   | ناومي مايكي شنـيتغر · ألمانيا    | 28.44     |
| S13     | آنا ستيتسينكو · أوكرانيا        | 27.45    | آنا كريفشينا · روسيا             | 27.85   | جوانا مينداك · بولندا            | 28.62     |

100 متر سباحة حرة
| التصنيف | الذهبية                                            | الذهبية    | الفضية                        | الفضية  | البرونزية                         | البرونزية |
| ------- | -------------------------------------------------- | ---------- | ----------------------------- | ------- | --------------------------------- | --------- |
| S3      | أولغا سفيديرسكا · أوكرانيا                         | 1:39.97    | يوليا شيشوفا · روسيا          | 1:49.04 | ألكساندرا ستاماتوبولو · اليونان   | 1:51.53   |
| S4      | أرجولا تريمي · إيطاليا                             | 1:28.02 WR | ماريا لافينا · أوكرانيا       | 1:38.57 | مارينا فيربوفا · أوكرانيا         | 1:54.01   |
| S5      | تريزا بيراليس · إسبانيا · سارة لويز رونغ · النرويج | 1:21.97    | —                             |         | عنبال بيزارو · إسرائيل            | 1:24.73   |
| S6      | ييليزافيتا ميريشكو · أوكرانيا                      | 1:12.38    | فيكتوريا سافتسوفا · أوكرانيا  | 1:15.56 | إلينور روبنسون · بريطانيا العظمى  | 1:16.96   |
| S7      | سوزانا رودجرز · بريطانيا العظمى                    | 1:13.42    | دنيز غرال · ألمانيا           | 1:15.01 | فيرينا شوت · ألمانيا              | 1:19.30   |
| S8      | أوليسيا فلاديكينا · روسيا                          | 1:09.97    | أمالي فينثر · الدنمارك        | 1:10.86 | ماريا بافلوفا · روسيا             | 1:11.86   |
| S9      | ساراي غاسكون · إسبانيا                             | 1:02.81 ER | نوريا ماركيز سوتو · إسبانيا   | 1:04.14 | ستيفاني ميلوارد · بريطانيا العظمى | 1:05.26   |
| S10     | نينا ريابوفا · روسيا                               | 1:00.93    | إلودي لوراندي · فرنسا         | 1:01.29 | شانتال زايدرفيلد · هولندا         | 1:02.77   |
| S11     | سيسيليا كاميليني · إيطاليا                         | 1:09.20    | مايا رايشارد · السويد         | 1:09.74 | ليزيت بروينسما · هولندا           | 1:09.85   |
| S13     | آنا ستيتسينكو (S13) · أوكرانيا                     | 58.05 WR   | داريا ستوكالوفا (S12) · روسيا | 58.93   | هانا راسل (S12) · بريطانيا العظمى | 59.32     |

400 متر سباحة حرة
| التصنيف | الذهبية                           | الذهبية    | الفضية                           | الفضية  | البرونزية                        | البرونزية |
| ------- | --------------------------------- | ---------- | -------------------------------- | ------- | -------------------------------- | --------- |
| S6      | ييليزافيتا ميريشكو · أوكرانيا     | 5:14.69 WR | فيكتوريا سافتسوفا · أوكرانيا     | 5:37.52 | إلينور روبنسون · بريطانيا العظمى | 5:43.77   |
| S7      | سوزي رودجرز · بريطانيا العظمى     | 5:27.16    | فيرينا شوت · ألمانيا             | 5:40.59 | أريانا تالمونا · إيطاليا         | 5:41.46   |
| S8      | أمالي فينثر · الدنمارك            | 5:17.01    | فيندولا دوسكوفا · جمهورية التشيك | 5:26.57 | ماريا بافلوفا · روسيا            | 5:32.69   |
| S9      | ستيفاني ميلوارد · بريطانيا العظمى | 4:45.71    | نوريا ماركيز سوتو · إسبانيا      | 4:53.77 | زوفيا كونكولي · المجر            | 4:54.84   |
| S10     | إلودي لوراندي · فرنسا             | 4:35.54    | أوليويا يابلونسكا · بولندا       | 4:35.91 | بيانكا باب · المجر               | 4:45.77   |
| S11     | ليزيت بروينسما · هولندا           | 5:20.14    | سيسيليا كاميليني · إيطاليا       | 5:30.26 | دانييلا شولتة · ألمانيا          | 5:38.24   |

#### السباحة على الظهر
50 متر ظهر
| التصنيف | الذهبية                     | الذهبية           | الفضية                          | الفضية  | البرونزية                      | البرونزية |
| ------- | --------------------------- | ----------------- | ------------------------------- | ------- | ------------------------------ | --------- |
| S2      | إنغريد ثونيم (S1) · النرويج | 1:06.53 رقم عالمي | ألكسندرا أغافونوفا (S2) · روسيا | 1:06.75 | إيرينا سوتسكا (S2) · أوكرانيا  | 1:10.02   |
| S3      | أولغا سفيديرسكا · أوكرانيا  | 56.03             | يوليا شيشوفا · روسيا            | 59.51   | ألكسندرا ستاماتوبولو · اليونان | 1:01.15   |
| S4      | مارينا فيربوفا · أوكرانيا   | 53.76             | أرجولا تريمي · إيطاليا          | 54.80   | ماريا لافينا · أوكرانيا        | 55.59     |
| S5      | تريزا بيراليس · إسبانيا     | 43.50             | بيلا تريبينوفا · جمهورية التشيك | 45.14   | سارة لويز رونج · النرويج       | 45.32     |

100 متر ظهر
| التصنيف | الذهبية                       | الذهبية            | الفضية                               | الفضية            | البرونزية                       | البرونزية |
| ------- | ----------------------------- | ------------------ | ------------------------------------ | ----------------- | ------------------------------- | --------- |
| S2      | إيرينا سوتسكا (S2) · أوكرانيا | 2:16.63            | إنغريد ثونيم (S1) · النرويج          | 2:25.71 رقم عالمي | ألكسندرا أغافونوفا (S2) · روسيا | 2:34.63   |
| S6      | أنستازيا ديودوروفا · روسيا    | 1:26.27            | أوكسنا خرول · أوكرانيا               | 1:27.71           | يليزافيتا ميريشكو · أوكرانيا    | 1:29.34   |
| S7      | فيرينا شوت · ألمانيا          | 1:28.14            | دنيز جراهل · ألمانيا                 | 1:28.95           | أريانّا تالامونا · إيطاليا       | 1:32.79   |
| S8      | ماريا بافلوفا · روسيا         | 1:20.42            | أوليسيا فلاديكينا · روسيا            | 1:22.00           | كسينيا سوغومونيان · روسيا       | 1:24.29   |
| S9      | نوريا ماركيز سوتو · إسبانيا   | 1:09.51 رقم أوروبي | ستيفاني ميلورد · بريطانيا العظمى     | 1:12.68           | زسوفيا كونكولي · المجر          | 1:15.88   |
| S10     | بيانكا باب · المجر            | 1:09.11            | نينا ريابوفا · روسيا                 | 1:09.29           | أناييل روليه · فرنسا            | 1:10.78   |
| S11     | مارينا بيدوبنا · أوكرانيا     | 1:20.11            | دانييلا شولت · ألمانيا               | 1:22.45           | سيسيليا كاميليني · إيطاليا      | 1:22.65   |
| S12     | هاناه راسل · بريطانيا العظمى  | 1:06.18            | داريا ستوكالوفا · روسيا              | 1:10.44           | يارينا ماتلو · أوكرانيا         | 1:13.55   |
| S13     | آنا كريفشينا · روسيا          | 1:07.05 رقم عالمي  | Anna Stetsenko · أوكرانيا            | 1:09.90           | كارينا بيتريكوفيسوفا · سلوفاكيا | 1:14.85   |
| S14     | فاليريا شابالينا · روسيا      | 1:05.31            | جيسيكا جين أبليغيت · بريطانيا العظمى | 1:07.03           | يانينا بروير · ألمانيا          | 1:13.53   |

#### السباحة على الصدر
50 متر صدر
| الحدث | الذهبية                    | الذهبية | الفضية                  | الفضية  | البرونزية              | البرونزية |
| ----- | -------------------------- | ------- | ----------------------- | ------- | ---------------------- | --------- |
| SB3   | أولغا سفيديرسكا · أوكرانيا | 1:02.62 | ماريا لافينا · أوكرانيا | 1:03.53 | أرجولا تريمي · إيطاليا | 1:04.40   |

100 متر صدر
| الحدث | الذهبية                                        | الذهبية | الفضية                           | الفضية  | البرونزية                        | البرونزية |
| ----- | ---------------------------------------------- | ------- | -------------------------------- | ------- | -------------------------------- | --------- |
| SB4   | سارة لويز رونج · النرويج                       | 1:44.49 | جوليا جيريتّي · إيطاليا           | 1:53.63 | إيرينا ديفياتوفا · روسيا         | 2:01.96   |
| SB5   | فيكتوريا سافتسوفا · أوكرانيا                   | 1:38.41 | يليزافيتا ميريشكو · أوكرانيا     | 1:40.16 | فاني إيليس · المجر               | 1:48.66   |
| SB6   | شارلوت هينشاو · بريطانيا العظمى                | 1:37.55 | نيكول تورنر · أيرلندا            | 1:46.29 | نينا كوزلوفا · أوكرانيا          | 1:51.47   |
| SB7   | أوكسنا خرول · أوكرانيا                         | 1:37.62 | ماريا بافلوفا · روسيا            | 1:44.47 | فيندولا دوسكوڤا · جمهورية التشيك | 1:46.88   |
| SB8   | أوليسيا فلاديكينا · روسيا                      | 1:18.98 | بولينا وزنياك · بولندا           | 1:21.47 | كلير كاشمور · بريطانيا العظمى    | 1:21.53   |
| SB9   | شانتال زيدرفيلد · هولندا                       | 1:17.96 | هاريت لي · بريطانيا العظمى       | 1:18.71 | نينا ريابوفا · روسيا             | 1:20.73   |
| SB11  | ليزيت برينسما · هولندا · ماجا رايشارد · السويد | 1:25.47 | —                                |         | يانا بيريزنا · أوكرانيا          | 1:30.55   |
| SB13  | إلينا كراوزوف · ألمانيا                        | 1:17.44 | ريبيكا ريدفيرن · بريطانيا العظمى | 1:17.46 | كارولينا بيليندريتو · قبرص       | 1:18.60   |
| SB14  | ميشيل ألونسو موراليس · إسبانيا                 | 1:13.46 | بيثاني فيرث · بريطانيا العظمى    | 1:14.31 | فاليريا شابالينا · روسيا         | 1:18.48   |

#### الفراشة
50 متر فراشة
| الحدث | الذهبية                       | الذهبية          | الفضية                           | الفضية | البرونزية             | البرونزية |
| ----- | ----------------------------- | ---------------- | -------------------------------- | ------ | --------------------- | --------- |
| S5    | سارة لويز رونج · النرويج      | 43.71            | تريزا بيراليس · إسبانيا          | 46.14  | ريكا كيزدي · المجر    | 46.41     |
| S6    | أوكسنا خرول · أوكرانيا        | 35.48 رقم عالمي  | إلينور روبنسون · بريطانيا العظمى | 35.66  | نيكول تورنر · أيرلندا | 38.17     |
| S7    | سوزي رودجرز · بريطانيا العظمى | 35.90 رقم أوروبي | جوديت رولو ماريشال · إسبانيا     | 38.72  | دينيس غراهل · ألمانيا | 40.78     |

100 متر فراشة
| الحدث | الذهبية                         | الذهبية            | الفضية                        | الفضية  | البرونزية                                  | البرونزية |
| ----- | ------------------------------- | ------------------ | ----------------------------- | ------- | ------------------------------------------ | --------- |
| S8    | ستيفاني سلاتر · بريطانيا العظمى | 1:09.67            | كاتيرينا إيستومينا · أوكرانيا | 1:10.24 | أوليسيا فلاديكينا · روسيا                  | 1:17.62   |
| S9    | ساراي غاسكون · إسبانيا          | 1:07.61 رقم أوروبي | نوريا ماركيز سوتو · إسبانيا   | 1:10.41 | كلير كاشمور · بريطانيا العظمى              | 1:10.62   |
| S10   | نينا ريابوفا · روسيا            | 1:07.48            | أوليفيا يابلونسكا · بولندا    | 1:09.08 | إيزابيل يينغهوا هيرنانديز سانتوس · إسبانيا | 1:10.62   |
| S13   | داريا ستوكالوفا (S12) · روسيا   | 1:04.92            | جوانا مينداك (S13) · بولندا   | 1:06.44 | أليسيا بيرا (S13) · إيطاليا                | 1:07.81   |

#### السباحة الفردية المتنوعة
150 متر فردي متنوع
| التصنيف | الذهبية                       | الذهبية | الفضية                          | الفضية                  | البرونزية                       | البرونزية |
| ------- | ----------------------------- | ------- | ------------------------------- | ----------------------- | ------------------------------- | --------- |
| SM4     | ماريا لافينا (SM4) · أوكرانيا | 2:57.69 | أولغا سفيدرسكا (SM3) · أوكرانيا | 3:01.38 رقم قياسي عالمي | ناتاليا غافريليوك (SM4) · روسيا | 3:20.91   |

200 متر فردي متنوع
| التصنيف | الذهبية                      | الذهبية                 | الفضية                        | الفضية  | البرونزية                           | البرونزية |
| ------- | ---------------------------- | ----------------------- | ----------------------------- | ------- | ----------------------------------- | --------- |
| SM5     | سارة لويز رونغ · النرويج     | 3:18.11                 | عنبال بزارو · إسرائيل         | 3:39.27 | تيريزا بيراليس · إسبانيا            | 3:41.33   |
| SM6     | يليزافيتا ميريشكو · أوكرانيا | 3:03.73                 | نيكول تورنر · أيرلندا         | 3:14.41 | فيرينا شوت · ألمانيا                | 3:15.41   |
| SM7     | أريانا تالمونا · إيطاليا     | 3:19.76                 | ميري-ماري ميكينن · فنلندا     | 3:33.00 | مينا ماري هايردال كلاوسن · النرويج  | 3:34.78   |
| SM8     | أوليسيا فلاديكينا · روسيا    | 2:44.27                 | ماريا بافلوفا · روسيا         | 2:58.25 | أمالي فينثر · الدنمارك              | 3:07.12   |
| SM9     | سراي غاسكون · إسبانيا        | 2:36.31                 | بولينا فوزنياك · بولندا       | 2:38.12 | نوريا ماركيز سوتو · إسبانيا         | 2:38.26   |
| SM10    | نينا ريابوفا · روسيا         | 2:30.94                 | بيانكا باب · المجر            | 2:32.76 | شانتال زايدرفيلد · هولندا           | 2:33.67   |
| SM11    | ليزيت بروينسما · هولندا      | 2:54.17                 | مايا رايشارد · السويد         | 2:55.42 | دانييلا شولت · ألمانيا              | 2:56.50   |
| SM14    | فاليريا شابالينا · روسيا     | 2:18.37 رقم قياسي عالمي | بيثاني فيرث · بريطانيا العظمى | 2:21.24 | جيسيكا-جين أبلغيت · بريطانيا العظمى | 2:26.49   |

#### التتابع
تتابع 4 × 100 متر حر
| التصنيف | الذهبية                                                                                                   | الذهبية | الفضية                                                                                              | الفضية  | البرونزية                                                                        | البرونزية |
| ------- | --- | ------- | --------------------------------------------------------------------------------------------------- | ------- | -------------------------------------------------------------------------------- | --------- |
| 34 نقطة | إيزابيل ينغوا هيرنانديز (S10) · تيريزا بيراليس (S5) · سراي غاسكون (S9) · نوريا ماركيز سوتو (S9) · إسبانيا | 4:34.68 | فاليريا كوكانوفا (S9) · أوليسيا فلاديكينا (S8) · ماريا بافلوفا (S8) · ناتاليا مامليـنا (S9) · روسيا | 4:40.64 | بيانكا باب (S10) · زوفيا كونكولي (S9) · لوكا سوش (S10) · ريكا كيزدي (S5) · المجر | 5:00.47   |

تتابع 4 × 100 متر متنوع
| التصنيف | الذهبية                                                                                        | الذهبية | الفضية                                                                                                | الفضية  | البرونزية                                                                         | البرونزية |
| ------- | ---------------------------------------------------------------------------------------------- | ------- | --- | ------- | --------------------------------------------------------------------------------- | --------- |
| 34 نقطة | ستيفاني ميلوارد (S9) · هارييت لي (SB9) · كلير كاشمور (S9) · سوزي رودجرز (S7) · بريطانيا العظمى | 4:53.15 | ماريا بافلوفا (S8) · أوليسيا فلاديكينا (SB8) · إيرينا غراجدانوفا (S9) · ناتاليا مامليـنا (S9) · روسيا | 4:58.79 | بيانكا باب (S10) · فاني إيليش (SB5) · زوفيا كونكولي (S9) · لوكا سوش (S10) · المجر | 5:15.11   |

### مختلط

#### التتابع
تتابع 4×50 متر حر
| التصنيف | الذهبية | الذهبية | الفضية                                                                                         | الفضية  | البرونزية                                                                                         | البرونزية |
| ------- | --- | ------- | ---------------------------------------------------------------------------------------------- | ------- | ------------------------------------------------------------------------------------------------- | --------- |
| 20 نقطة | يليزافيتا ميريشكو (S6) · أوليكسي كابيشيف (S5) · دميترو فينوغرادتس (S3) · فيكتوريا سافتسوفا (S6) · أوكرانيا | 2:30.26 | فينتشينزو بوني (S3) · أرجولا تريمي (S4) · فاليريو تاراس (S7) · إيمانويلا رومانو (S6) · إيطاليا | 2:33.61 | يوليا شيشوفا (S3) · أنستاسيا ديودوروفا (S6) · دميتري تشيرنياييف (S5) · سيرغي كلياغين (S6) · روسيا | 2:36.99   |

تتابع 4×50 متر متنوع
| التصنيف | الذهبية                                                                                                   | الذهبية | الفضية                                                                                         | الفضية | البرونزية                                                                                                   | البرونزية |
| ------- | --- | ------- | ---------------------------------------------------------------------------------------------- | ------ | --- | --------- |
| 20 نقطة | ياروسلاف سيمينينكو (S6) · فيكتوريا سافتسوفا (SB5) · أوكسانا خرول (S6) · دميترو فينوغرادتس (S3) · أوكرانيا |         | فينتشينزو بوني (S3) · جوليا غيريتي (SB4) · فيديريكو مورلاكّي (S9) · أرجولا تريمي (S4) · إيطاليا |        | تيريزا بيراليس (S5) · ميغيل لوكي (SB3) · خوديت روللو مارشال (S7) · سيباستيان رودريغيز فيلوسو (S5) · إسبانيا |           |

## جدول الميداليات
البلد المستضيف (البرتغال)
  *   البلد المضيف (مضيف)
| المرتبة | فريق            | ذهبية | فضية | برونزية | المجموع |
| ------- | --------------- | ----- | ---- | ------- | ------- |
| 1       | أوكرانيا        | 45    | 34   | 31      | 110     |
| 2       | روسيا           | 36    | 33   | 28      | 97      |
| 3       | بريطانيا العظمى | 22    | 15   | 9       | 46      |
| 4       | إسبانيا         | 14    | 10   | 13      | 37      |
| 5       | إيطاليا         | 13    | 10   | 11      | 34      |
| 6       | بيلاروس         | 8     | 1    | 1       | 10      |
| 7       | النرويج         | 7     | 2    | 4       | 13      |
| 8       | هولندا          | 6     | 2    | 6       | 14      |
| 9       | ألمانيا         | 2     | 9    | 9       | 20      |
| 10      | السويد          | 2     | 3    | 1       | 6       |
| 11      | بولندا          | 1     | 7    | 3       | 11      |
| 12      | فرنسا           | 1     | 6    | 3       | 10      |
| 13      | المجر           | 1     | 3    | 10      | 14      |
| 14      | الدنمارك        | 1     | 3    | 4       | 8       |
| 15      | إستونيا         | 1     | 0    | 0       | 1       |
| 16      | جمهورية التشيك  | 0     | 4    | 3       | 7       |
| 16      | اليونان         | 0     | 4    | 3       | 7       |
| 18      | أذربيجان        | 0     | 2    | 4       | 6       |
| 19      | جمهورية أيرلندا | 0     | 2    | 1       | 3       |
| 19      | فنلندا          | 0     | 2    | 1       | 3       |
| 21      | إسرائيل         | 0     | 1    | 5       | 6       |
| 22      | كرواتيا         | 0     | 1    | 1       | 2       |
| 22      | النمسا          | 0     | 1    | 1       | 2       |
| 22      | سلوفينيا        | 0     | 1    | 1       | 2       |
| 25      | آيسلندا         | 0     | 1    | 0       | 1       |
| 26      | البرتغال*       | 0     | 0    | 2       | 2       |
| 27      | تركيا           | 0     | 0    | 1       | 1       |
| 27      | سلوفاكيا        | 0     | 0    | 1       | 1       |
| 27      | قبرص            | 0     | 0    | 1       | 1       |
| المجموع | المجموع         | 160   | 157  | 158     | 475     |

### الميداليات المتعددة
فاز العديد من المنافسين بميداليات متعددة في بطولة 2016. فاز الرياضيون التاليون بخمس ميداليات ذهبية أو أكثر.
| الاسم                | البلد           | الميدالية                                       | الحدث |
| -------------------- | --------------- | ----------------------------------------------- | --- |
| دميترو فينوهراديتس ‏  | أوكرانيا        | ذهبية · ذهبية · ذهبية · ذهبية · ذهبية · ذهبية   | 50 متر سباحة حرة S3 200 متر سباحة حرة S3 50 متر سباحة صدر 150 متر سباحة حرة متنوعة SM3 50 متر سباحة حرة تتابع 20 نقطة 50 متر تتابع 50 متر سباحة متنوعة 20 نقطة |
| إيهار بوكي           | بيلاروس         | ذهبية · ذهبية · ذهبية · ذهبية · ذهبية · برونزية | 50 متر سباحة حرة S13 100 متر سباحة حرة S13 400 متر سباحة حرة S13 100 متر سباحة على الظهر S13 100 متر فراشة S13 100 متر سباحة على الصدر - SB13                  |
| سارة لويز رانج ‏      | النرويج         | ذهبية · ذهبية · ذهبية · ذهبية · ذهبية · برونزية | 100 متر سباحة حرة S5 200 متر سباحة حرة S5 100 متر سباحة صدر S4 50 متر فراشة S5 200 متر سباحة متنوعة SM5 50 متر سباحة ظهر S5                                    |
| ساراي جاسكون مورينو ‏ | إسبانيا         | ذهبية · ذهبية · ذهبية · ذهبية · ذهبية           | 50 متر سباحة حرة S9 100 متر سباحة حرة S9 100 متر فراشة S9 200 متر متنوع SM9 100 متر سباحة حرة تتابع 34 نقطة                                                    |
| سوزي رودجرز ‏         | بريطانيا العظمى | ذهبية · ذهبية · ذهبية · ذهبية · ذهبية           | 50 متر سباحة حرة S7 100 متر سباحة حرة S7 400 متر سباحة حرة S7 50 متر فراشة S7 100 متر تتابع متنوع 34 نقطة                                                      |
| دينيس تاراسوف        | روسيا           | ذهبية · ذهبية · ذهبية · ذهبية · ذهبية           | 50 متر سباحة حرة S8 100 متر سباحة حرة S8 100 متر فراشة S8 4x100 متر حرة تتابع 34 نقطة 4x100 متر تتابع متنوع 34 نقطة                                            |

## الدول المشاركة
فيما يلي قائمة البلدان التي شاركت في البطولات والعدد المطلوب من الأماكن الرياضية لكل منها. نظرًا لأن هذه بطولة مفتوحة، تنقسم البلدان بين أوروبا وبقية العالم.

### أوروبا
- النمسا (3)
- أذربيجان (2)
- بيلاروس (6)
- بلجيكا (7)
- كرواتيا (6)
- قبرص (1)
- جمهورية التشيك (12)
- الدنمارك (6)
- إستونيا (8)
- فنلندا (4)
- فرنسا (7)
- جزر فارو (1)
- جورجيا (2)
- ألمانيا (20)
- بريطانيا العظمى (26)
- اليونان (13)
- المجر (21)
- آيسلندا (4)
- جمهورية أيرلندا (6)
- إسرائيل (9)
- إيطاليا (19)
- لاتفيا (1)
- ليتوانيا (2)
- مالطا (1)
- الجبل الأسود (1)
- هولندا (4)
- النرويج (6)
- بولندا (17)
- البرتغال (20)
- رومانيا (4)
- روسيا (62)
- سلوفينيا (1)
- سلوفاكيا (3)
- إسبانيا (36)
- السويد (9)
- سويسرا (3)
- تركيا (13)
- أوكرانيا (47)

### بقية العالم
- الأرجنتين (11)
- البرازيل (13)
- كندا (1)
- كولومبيا (3)
- إندونيسيا (5)
- كازاخستان (9)
- ماليزيا (2)
- المكسيك (1)
- منغوليا (1)
- سنغافورة (2)
- جنوب إفريقيا (2)
- أوزبكستان (3)
- فيتنام (5)

## الحواشي
الملاحظات
المراجع
1. 1 2 3 4  "IPC Swimming World Championships – About us". paralympic.org. مؤرشف من الأصل في 2025-01-13. اطلع عليه بتاريخ 2016-05-03.
2. ↑  "الرجال 50م حرة S2" (PDF). اللجنة البارالمبية الدولية. 5 مايو 2016. مؤرشف من الأصل (pdf) في 2024-11-03. اطلع عليه بتاريخ 2016-05-14.
3. ↑  "الرجال 50م حرة S3" (PDF). اللجنة البارالمبية الدولية. 1 مايو 2016. مؤرشف من الأصل (pdf) في 2024-11-04. اطلع عليه بتاريخ 2016-05-04.
4. ↑  "الرجال 50م حرة S4" (PDF). اللجنة البارالمبية الدولية. 7 مايو 2016. مؤرشف من الأصل (pdf) في 2024-11-04. اطلع عليه بتاريخ 2016-05-18.
5. ↑  "الرجال 50م حرة S6" (PDF). اللجنة البارالمبية الدولية. 5 مايو 2016. مؤرشف من الأصل (pdf) في 2024-11-04. اطلع عليه بتاريخ 2016-05-14.
6. ↑  "الرجال 50م حرة S7" (PDF). اللجنة البارالمبية الدولية. 7 مايو 2016. مؤرشف من الأصل (pdf) في 2024-11-04. اطلع عليه بتاريخ 2016-05-16.
7. ↑  "الرجال 50م حرة S8" (PDF). اللجنة البارالمبية الدولية. 7 مايو 2016. مؤرشف من الأصل (pdf) في 2024-11-03. اطلع عليه بتاريخ 2016-05-17.
8. ↑  "الرجال 50م حرة S9" (PDF). اللجنة البارالمبية الدولية. 1 مايو 2016. مؤرشف من الأصل (pdf) في 2024-11-05. اطلع عليه بتاريخ 2016-05-04.
9. ↑  "الرجال 50م حرة S10" (PDF). اللجنة البارالمبية الدولية. 3 مايو 2016. مؤرشف من الأصل (pdf) في 2024-11-03. اطلع عليه بتاريخ 2016-05-06.
10. ↑  "الرجال 50م حرة S11" (PDF). اللجنة البارالمبية الدولية. 4 مايو 2016. مؤرشف من الأصل (pdf) في 2024-11-04. اطلع عليه بتاريخ 2016-05-12.
11. ↑  "الرجال 50م حرة S12" (PDF). اللجنة البارالمبية الدولية. 2 مايو 2016. مؤرشف من الأصل (pdf) في 2024-11-04. اطلع عليه بتاريخ 2016-05-05.
12. ↑  "الرجال 50م حرة S13" (PDF). اللجنة البارالمبية الدولية. 2 مايو 2016. مؤرشف من الأصل (pdf) في 2024-11-04. اطلع عليه بتاريخ 2016-05-05.
13. ↑  "الرجال 100م حرة S4" (PDF). اللجنة البارالمبية الدولية. 1 مايو 2016. مؤرشف من الأصل (pdf) في 2024-07-27. اطلع عليه بتاريخ 2016-05-04.
14. ↑  "الرجال 100م حرة S5" (PDF). اللجنة البارالمبية الدولية. 6 مايو 2016. مؤرشف من الأصل (pdf) في 2024-07-12. اطلع عليه بتاريخ 2016-05-14.
15. ↑  "الرجال 100م حرة S6" (PDF). اللجنة البارالمبية الدولية. 3 مايو 2016. مؤرشف من الأصل (pdf) في 2024-07-12. اطلع عليه بتاريخ 2016-05-06.
16. ↑  "الرجال 100م حرة S7" (PDF). اللجنة البارالمبية الدولية. 6 مايو 2016. مؤرشف من الأصل (pdf) في 2024-07-13. اطلع عليه بتاريخ 2016-05-14.
17. ↑  "الرجال 100م حرة S8" (PDF). اللجنة البارالمبية الدولية. 1 مايو 2016. مؤرشف من الأصل (pdf) في 2024-07-13. اطلع عليه بتاريخ 2016-05-04.
18. ↑  "الرجال 100م حرة S9" (PDF). اللجنة البارالمبية الدولية. 5 مايو 2016. مؤرشف من الأصل (pdf) في 2016-05-30. اطلع عليه بتاريخ 2016-05-14.
19. ↑  "الرجال 100م حرة S10" (PDF). اللجنة البارالمبية الدولية. 2 مايو 2016. مؤرشف من الأصل (pdf) في 2024-07-20. اطلع عليه بتاريخ 2016-05-05.
20. ↑  "الرجال 100م حرة S11" (PDF). اللجنة البارالمبية الدولية. 7 مايو 2016. مؤرشف من الأصل (pdf) في 2024-07-19. اطلع عليه بتاريخ 2016-05-18.
21. ↑  "الرجال 100م حرة S13" (PDF). اللجنة البارالمبية الدولية. 4 مايو 2016. مؤرشف من الأصل (pdf) في 2024-11-04. اطلع عليه بتاريخ 2016-05-11.
22. ↑  "Men's 200m Freestyle S1" (PDF). اللجنة البارالمبية الدولية. 1 مايو 2016. مؤرشف من الأصل (pdf) في 2024-07-30. اطلع عليه بتاريخ 2016-05-03.
23. ↑  "Men's 200m Freestyle S2" (PDF). اللجنة البارالمبية الدولية. 1 مايو 2016. مؤرشف من الأصل (pdf) في 2024-07-30. اطلع عليه بتاريخ 2016-05-03.
24. ↑  "Men's 200m Freestyle S3" (PDF). اللجنة البارالمبية الدولية. 6 مايو 2016. مؤرشف من الأصل (pdf) في 2024-11-04. اطلع عليه بتاريخ 2016-05-15.
25. ↑  "Men's 200m Freestyle S4" (PDF). اللجنة البارالمبية الدولية. 6 مايو 2016. مؤرشف من الأصل (pdf) في 2024-11-06. اطلع عليه بتاريخ 2016-05-15.
26. ↑  "Men's 200m Freestyle S5" (PDF). اللجنة البارالمبية الدولية. 3 مايو 2016. مؤرشف من الأصل (pdf) في 2024-11-05. اطلع عليه بتاريخ 2016-05-06.
27. ↑  "Men's 200m Freestyle S14" (PDF). اللجنة البارالمبية الدولية. 1 مايو 2016. مؤرشف من الأصل (PDF) في 2024-11-04. اطلع عليه بتاريخ 2016-05-03.
28. ↑  "Men's 400M Freestyle S6" (PDF). اللجنة البارالمبية الدولية. 6 مايو 2016. مؤرشف من الأصل (pdf) في 2024-11-04. اطلع عليه بتاريخ 2016-05-14.
29. ↑  "Men's 400M Freestyle S7" (PDF). اللجنة البارالمبية الدولية. 5 مايو 2016. مؤرشف من الأصل (pdf) في 2024-11-04. اطلع عليه بتاريخ 2016-05-12.
30. ↑  "Men's 400M Freestyle S8" (PDF). اللجنة البارالمبية الدولية. 2 مايو 2016. مؤرشف من الأصل (pdf) في 2024-11-04. اطلع عليه بتاريخ 2016-05-05.
31. ↑  "Men's 400M Freestyle S9" (PDF). اللجنة البارالمبية الدولية. 7 مايو 2016. مؤرشف من الأصل (pdf) في 2024-11-04. اطلع عليه بتاريخ 2016-05-16.
32. ↑  "Men's 400M Freestyle S10" (PDF). اللجنة البارالمبية الدولية. 1 مايو 2016. مؤرشف من الأصل (pdf) في 2024-11-04. اطلع عليه بتاريخ 2016-05-03.
33. ↑  "Men's 400M Freestyle S11" (PDF). اللجنة البارالمبية الدولية. 3 مايو 2016. مؤرشف من الأصل (pdf) في 2016-05-12. اطلع عليه بتاريخ 2016-05-07.
34. ↑  "Men's 400M Freestyle S13" (PDF). اللجنة البارالمبية الدولية. 5 مايو 2016. مؤرشف من الأصل (PDF) في 2016-05-30. اطلع عليه بتاريخ 2016-05-14.
35. ↑  "Men's 50m Backstroke S1" (PDF). اللجنة البارالمبية الدولية. 6 مايو 2016. مؤرشف من الأصل (pdf) في 2024-11-05. اطلع عليه بتاريخ 2016-05-14.
36. ↑  "Men's 50m Backstroke S2" (PDF). اللجنة البارالمبية الدولية. 6 مايو 2016. مؤرشف من الأصل (pdf) في 2024-11-04. اطلع عليه بتاريخ 2016-05-15.
37. ↑  "Men's 50m Backstroke S3" (PDF). اللجنة البارالمبية الدولية. 1 مايو 2016. مؤرشف من الأصل (pdf) في 2024-11-05. اطلع عليه بتاريخ 2016-05-04.
38. ↑  "Men's 50m Backstroke S4" (PDF). اللجنة البارالمبية الدولية. 2 مايو 2016. مؤرشف من الأصل (pdf) في 2024-11-04. اطلع عليه بتاريخ 2016-05-05.
39. ↑  "Men's 50m Backstroke S5" (PDF). اللجنة البارالمبية الدولية. 5 مايو 2016. مؤرشف من الأصل (pdf) في 2024-11-03. اطلع عليه بتاريخ 2016-05-14.
40. ↑  "Men's 100m Backstroke S1" (PDF). اللجنة البارالمبية الدولية. 4 مايو 2016. مؤرشف من الأصل (pdf) في 2024-11-05. اطلع عليه بتاريخ 2016-05-11.
41. ↑  "Men's 100m Backstroke S2" (PDF). اللجنة البارالمبية الدولية. 4 مايو 2016. مؤرشف من الأصل (pdf) في 2024-11-04. اطلع عليه بتاريخ 2016-05-10.
42. ↑  "Men's 100m Backstroke S6" (PDF). اللجنة البارالمبية الدولية. 1 مايو 2016. مؤرشف من الأصل (pdf) في 2024-11-03. اطلع عليه بتاريخ 2016-05-03.
43. ↑  "Men's 100m Backstroke S7" (PDF). اللجنة البارالمبية الدولية. 1 مايو 2016. مؤرشف من الأصل (pdf) في 2024-11-04. اطلع عليه بتاريخ 2016-05-03.
44. ↑  "Men's 100m Backstroke S8" (PDF). اللجنة البارالمبية الدولية. 5 مايو 2016. مؤرشف من الأصل (pdf) في 2024-11-04. اطلع عليه بتاريخ 2016-05-14.
45. ↑  "Men's 100m Backstroke S9" (PDF). اللجنة البارالمبية الدولية. 2 مايو 2016. مؤرشف من الأصل (pdf) في 2024-11-04. اطلع عليه بتاريخ 2016-05-05.
46. ↑  "Men's 100m Backstroke S10" (PDF). اللجنة البارالمبية الدولية. 7 مايو 2016. مؤرشف من الأصل (pdf) في 2024-11-06. اطلع عليه بتاريخ 2016-05-16.
47. ↑  "Men's 100m Backstroke S11" (PDF). اللجنة البارالمبية الدولية. 2 مايو 2016. مؤرشف من الأصل (pdf) في 2024-11-04. اطلع عليه بتاريخ 2016-05-05.
48. ↑  "Men's 100m Backstroke S12" (PDF). اللجنة البارالمبية الدولية. 6 مايو 2016. مؤرشف من الأصل (pdf) في 2016-05-30. اطلع عليه بتاريخ 2016-05-15.
49. ↑  "Men's 100m Backstroke S13" (PDF). اللجنة البارالمبية الدولية. 6 مايو 2016. مؤرشف من الأصل (pdf) في 2024-11-04. اطلع عليه بتاريخ 2016-05-14.
50. ↑  "Men's 100m Backstroke S14" (PDF). اللجنة البارالمبية الدولية. 3 مايو 2016. مؤرشف من الأصل (pdf) في 2024-11-04. اطلع عليه بتاريخ 2016-05-07.
51. ↑  "Men's 50m Breaststroke SB2" (PDF). اللجنة البارالمبية الدولية. 3 مايو 2016. مؤرشف من الأصل (pdf) في 2024-11-03. اطلع عليه بتاريخ 2016-05-07.
52. ↑  "Men's 50m Breaststroke SB3" (pdf). اللجنة البارالمبية الدولية. 3 مايو 2016. اطلع عليه بتاريخ 2016-05-07.
53. ↑  "Women's 100m Breaststroke SB4" (PDF). اللجنة البارالمبية الدولية. 4 مايو 2016. مؤرشف من الأصل (pdf) في 2024-11-03. اطلع عليه بتاريخ 2016-05-11.
54. ↑  "Men's 100m Breaststroke SB5" (PDF). اللجنة البارالمبية الدولية. 4 مايو 2016. مؤرشف من الأصل (pdf) في 2024-11-03. اطلع عليه بتاريخ 2016-05-11.
55. ↑  "Men's 100m Breaststroke SB6" (PDF). اللجنة البارالمبية الدولية. 4 مايو 2016. مؤرشف من الأصل (pdf) في 2024-11-04. اطلع عليه بتاريخ 2016-05-08.
56. ↑  "Men's 100m Breaststroke SB7" (PDF). اللجنة البارالمبية الدولية. 4 مايو 2016. مؤرشف من الأصل (pdf) في 2024-11-05. اطلع عليه بتاريخ 2016-05-11.
57. ↑  "Men's 100m Breaststroke SB8" (PDF). اللجنة البارالمبية الدولية. 6 مايو 2016. مؤرشف من الأصل (pdf) في 2024-11-03. اطلع عليه بتاريخ 2016-05-14.
58. ↑  "Men's 100m Breaststroke SB9" (PDF). اللجنة البارالمبية الدولية. 6 مايو 2016. مؤرشف من الأصل (pdf) في 2024-11-04. اطلع عليه بتاريخ 2016-05-14.
59. ↑  "Men's 100m Breaststroke SB11" (PDF). اللجنة البارالمبية الدولية. 6 مايو 2016. مؤرشف من الأصل (pdf) في 2024-11-03. اطلع عليه بتاريخ 2016-05-15.
60. ↑  "Men's 100m Breaststroke SB12" (PDF). اللجنة البارالمبية الدولية. 3 مايو 2016. مؤرشف من الأصل (pdf) في 2024-11-04. اطلع عليه بتاريخ 2016-05-07.
61. ↑  "Men's 100m Breaststroke SB13" (PDF). اللجنة البارالمبية الدولية. 3 مايو 2016. مؤرشف من الأصل (pdf) في 2024-11-03. اطلع عليه بتاريخ 2016-05-07.
62. ↑  "Men's 100m Breaststroke SB14" (PDF). اللجنة البارالمبية الدولية. 4 مايو 2016. مؤرشف من الأصل (pdf) في 2024-11-03. اطلع عليه بتاريخ 2016-05-12.
63. ↑  "Men's 50m Butterfly S5" (PDF). اللجنة البارالمبية الدولية. 1 مايو 2016. مؤرشف من الأصل (pdf) في 2024-11-04. اطلع عليه بتاريخ 2016-05-03.
64. ↑  "Men's 50m Butterfly S5" (PDF). اللجنة البارالمبية الدولية. 7 مايو 2016. مؤرشف من الأصل (pdf) في 2024-11-04. اطلع عليه بتاريخ 2016-05-17.
65. ↑  "Men's 50m Butterfly S7" (PDF). اللجنة البارالمبية الدولية. 2 مايو 2016. مؤرشف من الأصل (pdf) في 2024-11-03. اطلع عليه بتاريخ 2016-05-05.
66. ↑  "Men's 100m Butterfly S8" (PDF). اللجنة البارالمبية الدولية. 4 مايو 2016. مؤرشف من الأصل (PDF) في 2024-11-03. اطلع عليه بتاريخ 2016-05-07.
67. ↑  "Men's 100m Butterfly S9" (PDF). اللجنة البارالمبية الدولية. 1 مايو 2016. مؤرشف من الأصل (PDF) في 2024-11-03. اطلع عليه بتاريخ 2016-05-04.
68. ↑  "Men's 100m Butterfly S10" (PDF). اللجنة البارالمبية الدولية. 4 مايو 2016. مؤرشف من الأصل (PDF) في 2024-11-05. اطلع عليه بتاريخ 2016-05-08.
69. ↑  "Men's 100m Butterfly S13" (PDF). اللجنة البارالمبية الدولية. 1 مايو 2016. مؤرشف من الأصل (pdf) في 2024-11-04. اطلع عليه بتاريخ 2016-05-04.
70. ↑  "Men's 150m Individual Medley SM3" (PDF). اللجنة البارالمبية الدولية. 5 مايو 2016. مؤرشف من الأصل (pdf) في 2024-11-04. اطلع عليه بتاريخ 2016-05-12.
71. ↑  "Men's 150m Individual Medley SM4" (PDF). اللجنة البارالمبية الدولية. 5 مايو 2016. مؤرشف من الأصل (pdf) في 2024-11-04. اطلع عليه بتاريخ 2016-05-12.
72. ↑  "Men's 200m Individual Medley SM6" (PDF). اللجنة البارالمبية الدولية. 2 مايو 2016. مؤرشف من الأصل (pdf) في 2024-11-04. اطلع عليه بتاريخ 2016-05-05.
73. ↑  "Men's 200m Individual Medley SM7" (PDF). اللجنة البارالمبية الدولية. 3 مايو 2016. مؤرشف من الأصل (pdf) في 2024-11-04. اطلع عليه بتاريخ 2016-05-06.
74. ↑  "Men's 200m Individual Medley SM8" (PDF). اللجنة البارالمبية الدولية. 3 مايو 2016. مؤرشف من الأصل (pdf) في 2024-11-04. اطلع عليه بتاريخ 2016-05-06.
75. ↑  "Men's 200m Individual Medley SM9" (pdf). اللجنة البارالمبية الدولية. 4 مايو 2016. اطلع عليه بتاريخ 2016-05-07.
76. ↑  "Men's 200m Individual Medley SM10" (PDF). اللجنة البارالمبية الدولية. 5 مايو 2016. مؤرشف من الأصل (pdf) في 2024-11-05. اطلع عليه بتاريخ 2016-05-13.
77. ↑  "Men's 200m Individual Medley SM11" (PDF). اللجنة البارالمبية الدولية. 5 مايو 2016. مؤرشف من الأصل (pdf) في 2024-11-03. اطلع عليه بتاريخ 2016-05-15.
78. ↑  "Men's 200m Individual Medley SM14" (PDF). اللجنة البارالمبية الدولية. 7 مايو 2016. مؤرشف من الأصل (pdf) في 2024-11-04. اطلع عليه بتاريخ 2016-05-18.
79. ↑  "Men's 4x100m Freestyle Relay 34pts Results" (PDF). اللجنة البارالمبية الدولية. 3 مايو 2016. مؤرشف من الأصل (PDF) في 2024-11-06. اطلع عليه بتاريخ 2016-05-07.
80. ↑  "Men's 4x100m Medley Relay 34pts Results" (PDF). اللجنة البارالمبية الدولية. 6 مايو 2016. مؤرشف من الأصل (PDF) في 2024-11-05. اطلع عليه بتاريخ 2016-05-15.
81. ↑  "Women's 50M Freestyle S2" (PDF). اللجنة البارالمبية الدولية. 5 مايو 2016. مؤرشف من الأصل (pdf) في 2024-11-04. اطلع عليه بتاريخ 2016-05-14.
82. ↑  "Women's 50M Freestyle S3" (PDF). اللجنة البارالمبية الدولية. 2 مايو 2016. مؤرشف من الأصل (pdf) في 2024-11-04. اطلع عليه بتاريخ 2016-05-05.
83. ↑  "Women's 50M Freestyle S4" (PDF). اللجنة البارالمبية الدولية. 7 مايو 2016. مؤرشف من الأصل (pdf) في 2024-11-04. اطلع عليه بتاريخ 2016-05-18.
84. ↑  "Women's 50M Freestyle S6" (PDF). اللجنة البارالمبية الدولية. 5 مايو 2016. مؤرشف من الأصل (pdf) في 2024-11-04. اطلع عليه بتاريخ 2016-05-14.
85. ↑  "Women's 50M Freestyle S7" (PDF). اللجنة البارالمبية الدولية. 7 مايو 2016. مؤرشف من الأصل (pdf) في 2024-11-04. اطلع عليه بتاريخ 2016-05-17.
86. ↑  "Women's 50M Freestyle S8" (PDF). اللجنة البارالمبية الدولية. 7 مايو 2016. مؤرشف من الأصل (pdf) في 2024-11-04. اطلع عليه بتاريخ 2016-05-17.
87. ↑  "Women's 50M Freestyle S9" (PDF). اللجنة البارالمبية الدولية. 1 مايو 2016. مؤرشف من الأصل (pdf) في 2024-11-06. اطلع عليه بتاريخ 2016-05-04.
88. ↑  "Women's 50M Freestyle S10" (PDF). اللجنة البارالمبية الدولية. 3 مايو 2016. مؤرشف من الأصل (pdf) في 2024-11-04. اطلع عليه بتاريخ 2016-05-07.
89. ↑  "Women's 50M Freestyle S11" (PDF). اللجنة البارالمبية الدولية. 4 مايو 2016. مؤرشف من الأصل (pdf) في 2024-11-03. اطلع عليه بتاريخ 2016-05-12.
90. ↑  "Women's 50M Freestyle S12" (PDF). اللجنة البارالمبية الدولية. 2 مايو 2016. مؤرشف من الأصل (pdf) في 2024-11-04. اطلع عليه بتاريخ 2016-05-05.
91. ↑  "Women's 50M Freestyle S13" (PDF). اللجنة البارالمبية الدولية. 2 مايو 2016. مؤرشف من الأصل (pdf) في 2024-11-04. اطلع عليه بتاريخ 2016-05-05.
92. ↑  "Women's 100M Freestyle S3" (PDF). اللجنة البارالمبية الدولية. 4 مايو 2016. مؤرشف من الأصل (pdf) في 2016-05-13. اطلع عليه بتاريخ 2016-05-11.
93. ↑  "Women's 100M Freestyle S4" (PDF). اللجنة البارالمبية الدولية. 1 مايو 2016. مؤرشف من الأصل (pdf) في 2024-11-03. اطلع عليه بتاريخ 2016-05-04.
94. ↑  "Women's 100M Freestyle S5" (PDF). اللجنة البارالمبية الدولية. 6 مايو 2016. مؤرشف من الأصل (pdf) في 2024-11-04. اطلع عليه بتاريخ 2016-05-14.
95. ↑  "Women's 100M Freestyle S6" (PDF). اللجنة البارالمبية الدولية. 3 مايو 2016. مؤرشف من الأصل (PDF) في 2024-11-05. اطلع عليه بتاريخ 2016-05-06.
96. ↑  "Women's 100M Freestyle S7" (PDF). اللجنة البارالمبية الدولية. 6 مايو 2016. مؤرشف من الأصل (PDF) في 2024-11-04. اطلع عليه بتاريخ 2016-05-14.
97. ↑  "Women's 100M Freestyle S8" (PDF). اللجنة البارالمبية الدولية. 1 مايو 2016. مؤرشف من الأصل (PDF) في 2024-11-04. اطلع عليه بتاريخ 2016-05-04.
98. ↑  "Women's 100M Freestyle S9" (PDF). اللجنة البارالمبية الدولية. 5 مايو 2016. مؤرشف من الأصل (PDF) في 2024-11-04. اطلع عليه بتاريخ 2016-05-14.
99. ↑  "Women's 100M Freestyle S10" (PDF). اللجنة البارالمبية الدولية. 2 مايو 2016. مؤرشف من الأصل (PDF) في 2024-11-06. اطلع عليه بتاريخ 2016-05-05.
100. ↑  "Women's 100M Freestyle S11" (PDF). اللجنة البارالمبية الدولية. 7 مايو 2016. مؤرشف من الأصل (PDF) في 2024-11-06. اطلع عليه بتاريخ 2016-05-18.
101. ↑  "Women's 100M Freestyle S13" (PDF). اللجنة البارالمبية الدولية. 4 مايو 2016. مؤرشف من الأصل (PDF) في 2024-11-04. اطلع عليه بتاريخ 2016-05-11.
102. ↑  "Women's 400M Freestyle S6" (PDF). اللجنة البارالمبية الدولية. 6 مايو 2016. مؤرشف من الأصل (PDF) في 2024-11-03. اطلع عليه بتاريخ 2016-05-14.
103. ↑  "Women's 400M Freestyle S7" (PDF). اللجنة البارالمبية الدولية. 5 مايو 2016. مؤرشف من الأصل (PDF) في 2024-11-04. اطلع عليه بتاريخ 2016-05-12.
104. ↑  "Women's 400M Freestyle S8" (PDF). اللجنة البارالمبية الدولية. 2 مايو 2016. مؤرشف من الأصل (PDF) في 2024-11-04. اطلع عليه بتاريخ 2016-05-05.
105. ↑  "Women's 400M Freestyle S9" (PDF). اللجنة البارالمبية الدولية. 7 مايو 2016. مؤرشف من الأصل (PDF) في 2024-11-05. اطلع عليه بتاريخ 2016-05-16.
106. ↑  "Women's 400M Freestyle S10" (PDF). اللجنة البارالمبية الدولية. 1 مايو 2016. مؤرشف من الأصل (pdf) في 2024-11-04. اطلع عليه بتاريخ 2016-05-03.
107. ↑  "Women's 400M Freestyle S11" (PDF). اللجنة البارالمبية الدولية. 1 مايو 2016. مؤرشف من الأصل (pdf) في 2024-11-04. اطلع عليه بتاريخ 2016-05-03.
108. ↑  "50 متر ظهر للسيدات S2" (PDF). اللجنة البارالمبية الدولية. 6 مايو 2016. مؤرشف من الأصل (pdf) في 2024-11-04. اطلع عليه بتاريخ 2016-05-15.
109. ↑  "50 متر ظهر للسيدات S3" (pdf). اللجنة البارالمبية الدولية. 1 مايو 2016. اطلع عليه بتاريخ 2016-05-04.
110. ↑  "50 متر ظهر للسيدات S4" (PDF). اللجنة البارالمبية الدولية. 2 مايو 2016. مؤرشف من الأصل (pdf) في 2024-11-03. اطلع عليه بتاريخ 2016-05-05.
111. ↑  "50 متر ظهر للسيدات S5" (PDF). اللجنة البارالمبية الدولية. 5 مايو 2016. مؤرشف من الأصل (pdf) في 2016-05-30. اطلع عليه بتاريخ 2016-05-14.
112. ↑  "100 متر ظهر للسيدات S2" (PDF). اللجنة البارالمبية الدولية. 4 مايو 2016. مؤرشف من الأصل (PDF) في 2024-11-04. اطلع عليه بتاريخ 2016-05-10.
113. ↑  "100 متر ظهر للسيدات S6" (PDF). اللجنة البارالمبية الدولية. 1 مايو 2016. مؤرشف من الأصل (pdf) في 2024-11-04. اطلع عليه بتاريخ 2016-05-03.
114. ↑  "100 متر ظهر للسيدات S7" (PDF). اللجنة البارالمبية الدولية. 1 مايو 2016. مؤرشف من الأصل (pdf) في 2024-11-03. اطلع عليه بتاريخ 2016-05-03.
115. ↑  "100 متر ظهر للسيدات S8" (PDF). اللجنة البارالمبية الدولية. 5 مايو 2016. مؤرشف من الأصل (pdf) في 2024-11-04. اطلع عليه بتاريخ 2016-05-14.
116. ↑  "100 متر ظهر للسيدات S9" (PDF). اللجنة البارالمبية الدولية. 2 مايو 2016. مؤرشف من الأصل (PDF) في 2024-11-04. اطلع عليه بتاريخ 2016-05-05.
117. ↑  "100 متر ظهر للسيدات S10" (PDF). اللجنة البارالمبية الدولية. 7 مايو 2016. مؤرشف من الأصل (PDF) في 2024-11-03. اطلع عليه بتاريخ 2016-05-16.
118. ↑  "100 متر ظهر للسيدات S11" (PDF). اللجنة البارالمبية الدولية. 2 مايو 2016. مؤرشف من الأصل (PDF) في 2024-11-04. اطلع عليه بتاريخ 2016-05-05.
119. ↑  "100 متر ظهر للسيدات S12" (PDF). اللجنة البارالمبية الدولية. 6 مايو 2016. مؤرشف من الأصل (PDF) في 2024-11-03. اطلع عليه بتاريخ 2016-05-15.
120. ↑  "100 متر ظهر للسيدات S13" (PDF). اللجنة البارالمبية الدولية. 6 مايو 2016. مؤرشف من الأصل (PDF) في 2016-05-09. اطلع عليه بتاريخ 2016-05-14.
121. ↑  "100 متر ظهر للسيدات S14" (PDF). اللجنة البارالمبية الدولية. 3 مايو 2016. مؤرشف من الأصل (PDF) في 2024-11-04. اطلع عليه بتاريخ 2016-05-07.
122. ↑  "50 متر صدر للسيدات SB3" (PDF). اللجنة البارالمبية الدولية. 3 مايو 2016. مؤرشف من الأصل (pdf) في 2024-11-04. اطلع عليه بتاريخ 2016-05-07.
123. ↑  "100 متر صدر للسيدات SB4" (PDF). اللجنة البارالمبية الدولية. 4 مايو 2016. مؤرشف من الأصل (pdf) في 2024-07-11. اطلع عليه بتاريخ 2016-05-12.
124. ↑  "100 متر صدر للسيدات SB5" (PDF). اللجنة البارالمبية الدولية. 4 مايو 2016. مؤرشف من الأصل (pdf) في 2024-07-13. اطلع عليه بتاريخ 2016-05-11.
125. ↑  "100 متر صدر للسيدات SB6" (PDF). اللجنة البارالمبية الدولية. 4 مايو 2016. مؤرشف من الأصل (pdf) في 2024-07-13. اطلع عليه بتاريخ 2016-05-08.
126. ↑  "100 متر صدر للسيدات SB7" (PDF). اللجنة البارالمبية الدولية. 4 مايو 2016. مؤرشف من الأصل (pdf) في 2024-07-19. اطلع عليه بتاريخ 2016-05-11.
127. ↑  "100 متر صدر للسيدات SB8" (PDF). اللجنة البارالمبية الدولية. 6 مايو 2016. مؤرشف من الأصل (pdf) في 2016-05-30. اطلع عليه بتاريخ 2016-05-14.
128. ↑  "100 متر صدر للسيدات SB9" (PDF). اللجنة البارالمبية الدولية. 6 مايو 2016. مؤرشف من الأصل (pdf) في 2024-07-19. اطلع عليه بتاريخ 2016-05-14.
129. ↑  "100 متر صدر للسيدات SB11" (PDF). اللجنة البارالمبية الدولية. 6 مايو 2016. مؤرشف من الأصل (pdf) في 2024-07-27. اطلع عليه بتاريخ 2016-05-15.
130. ↑  "100 متر صدر للسيدات SB13" (PDF). اللجنة البارالمبية الدولية. 3 مايو 2016. مؤرشف من الأصل (pdf) في 2016-05-12. اطلع عليه بتاريخ 2016-05-07.
131. ↑  "100 متر صدر للسيدات SB14" (PDF). اللجنة البارالمبية الدولية. 4 مايو 2016. مؤرشف من الأصل (pdf) في 2024-07-30. اطلع عليه بتاريخ 2016-05-12.
132. ↑  "50 متر فراشة للسيدات S5" (PDF). اللجنة البارالمبية الدولية. 1 مايو 2016. مؤرشف من الأصل (PDF) في 2024-07-12. اطلع عليه بتاريخ 2016-05-04.
133. ↑  "50 متر فراشة للسيدات S6" (PDF). اللجنة البارالمبية الدولية. 7 مايو 2016. مؤرشف من الأصل (PDF) في 2024-05-18. اطلع عليه بتاريخ 2016-05-17.
134. ↑  "50 متر فراشة للسيدات S7" (PDF). اللجنة البارالمبية الدولية. 2 مايو 2016. مؤرشف من الأصل (PDF) في 2024-11-04. اطلع عليه بتاريخ 2016-05-05.
135. ↑  "100 متر فراشة للسيدات S8" (PDF). اللجنة البارالمبية الدولية. 4 مايو 2016. اطلع عليه بتاريخ 2016-05-07.
136. ↑  "100 متر فراشة للسيدات S9" (PDF). اللجنة البارالمبية الدولية. 3 مايو 2016. مؤرشف من الأصل (PDF) في 2016-05-09. اطلع عليه بتاريخ 2016-05-06.
137. ↑  "100 متر فراشة للسيدات S10" (PDF). اللجنة البارالمبية الدولية. 4 مايو 2016. مؤرشف من الأصل (PDF) في 2024-11-03. اطلع عليه بتاريخ 2016-05-08.
138. ↑  "100 متر فراشة للسيدات S13". اللجنة البارالمبية الدولية. 1 مايو 2016. اطلع عليه بتاريخ 2016-05-04.
139. ↑  "150 متر فردي متنوع سيدات SM4" (PDF). IPC. 4 مايو 2016. مؤرشف من الأصل (pdf) في 2024-11-04. اطلع عليه بتاريخ 2016-05-12.
140. ↑  "200 متر فردي متنوع سيدات SM5" (PDF). IPC. 2 مايو 2016. مؤرشف من الأصل (pdf) في 2024-11-04. اطلع عليه بتاريخ 2016-05-05.
141. ↑  "200 متر فردي متنوع سيدات SM6" (PDF). IPC. 2 مايو 2016. مؤرشف من الأصل (pdf) في 2024-11-03. اطلع عليه بتاريخ 2016-05-05.
142. ↑  "200 متر فردي متنوع سيدات SM7" (PDF). IPC. 3 مايو 2016. مؤرشف من الأصل (pdf) في 2024-11-04. اطلع عليه بتاريخ 2016-05-06.
143. ↑  "200 متر فردي متنوع سيدات SM8" (PDF). IPC. 3 مايو 2016. مؤرشف من الأصل (pdf) في 2024-11-05. اطلع عليه بتاريخ 2016-05-06.
144. ↑  "200 متر فردي متنوع سيدات SM9" (PDF). IPC. 4 مايو 2016. مؤرشف من الأصل (pdf) في 2024-11-04. اطلع عليه بتاريخ 2016-05-07.
145. ↑  "200 متر فردي متنوع سيدات SM10" (PDF). IPC. 5 مايو 2016. مؤرشف من الأصل (pdf) في 2016-05-30. اطلع عليه بتاريخ 2016-05-14.
146. ↑  "200 متر فردي متنوع سيدات SM11" (PDF). IPC. 5 مايو 2016. مؤرشف من الأصل (pdf) في 2024-11-04. اطلع عليه بتاريخ 2016-05-14.
147. ↑  "200 متر فردي متنوع سيدات SM14" (PDF). IPC. 7 مايو 2016. مؤرشف من الأصل (pdf) في 2024-11-06. اطلع عليه بتاريخ 2016-05-18.
148. ↑  "نتائج تتابع 4×100 متر حر سيدات – 34 نقطة" (PDF). IPC. 4 مايو 2016. مؤرشف من الأصل (PDF) في 2024-11-03. اطلع عليه بتاريخ 2016-05-12.
149. ↑  "نتائج تتابع 4×100 متر متنوع سيدات – 34 نقطة" (PDF). IPC. 7 مايو 2016. مؤرشف من الأصل (PDF) في 2024-11-04. اطلع عليه بتاريخ 2016-05-19.
150. ↑  "نتائج تتابع 4×50 متر حر مختلط – 20 نقطة" (PDF). IPC. 2 مايو 2016. مؤرشف من الأصل (PDF) في 2024-11-04. اطلع عليه بتاريخ 2016-05-06.
151. ↑  "نتائج تتابع 4×50 متر متنوع مختلط – 20 نقطة" (PDF). IPC. 2 مايو 2016. مؤرشف من الأصل (PDF) في 2024-11-04. اطلع عليه بتاريخ 2016-05-06.
152. ↑  "Number of Entries by NPC" (PDF). اللجنة البارالمبية الدولية. 30 أبريل 2016. مؤرشف من الأصل (pdf) في 2024-11-05. اطلع عليه بتاريخ 2016-05-19.

## وصلات خارجية
- موقع الويب الرسمي